# Kleiner Tierfreund ganz groß
Kleiner Tierfreund ganz groß (Originaltitel: Percy the Park Keeper) ist eine britische Zeichentrickserie, die zwischen 1996 und 1999 produziert wurde. Die Geschichte basiert auf der Buchvorlage von Nick Butterworth.

## Handlung
Der kleine Tierfreund Rudi sorgt sich liebevoll um die Wald- und Wiesentiere in einem Park und beschützt sie vor der drohenden Kälte im Winter, indem er sie mit in sein Haus aufnimmt.

## Produktion und Veröffentlichung
Die Serie wurde zwischen 1996 und 1999 von Grand Slamm Children’s Films, HIT Entertainment und Varga Studio in dem Vereinigten Königreich produziert. Dabei sind 2 Staffeln mit 17 Folgen entstanden.
Erstmals wurde die Serie am 1. Dezember 1996 auf CITV ausgestrahlt. Die deutsche Erstausstrahlung fand am 24. Dezember 1998 auf Das Erste statt. Weitere Wiederholungen erfolgten auf SWR Fernsehen, Hr-fernsehen, KiKA und EinsMuXx. Zudem wurde die Serie auf DVD und VHS veröffentlicht.

## Episodenliste

### Staffel 1
| Folge (gesamt) | Folge (Staffel) | deutscher Titel | Originaltitel    | Originalausstrahlung |
| 1              | 01              | Der Schneesturm | One Snowy Night  | 01.12.1996           |
| 2              | 02              | Der Irrgarten   | The Secret Path  | 24.03.1997           |
| 3              | 03              | Der Ausflug     | The Rescue Party | 20.07.1997           |
| 4              | 04              | Das Unwetter    | After The Storm  | 15.10.1997           |

### Staffel 2
| Folge (gesamt) | Folge (Staffel) | deutscher Titel | Originaltitel                         | Originalausstrahlung |
| 5              | 01              | Luftballons     | The Hedgehog’s Balloon                | 19.09.1999           |
| 6              | 02              | Schluckauf      | The Fox’s Hiccups                     | 26.09.1999           |
| 7              | 03              | –               | One Warm Fox                          | 03.10.1999           |
| 8              | 04              | –               | The Rabbit Who Was Afraid Of The Dark | 10.10.1999           |
| 9              | 05              | Schlittenfahrt  | Sledge Ride                           | 17.10.1999           |
| 10             | 06              | Flügelschlag    | The Hedgehog’s Wings                  | 24.10.1999           |
| 11             | 07              | –               | The Owl’s Lesson                      | 31.10.1999           |
| 12             | 08              | Badeschaum      | Badger’s Bath                         | 07.11.1999           |
| 13             | 09              | Wechselspiel    | Owl Takes Charge                      | 14.11.1999           |
| 14             | 10              | –               | A Very Useful Little Friend           | 21.11.1999           |
| 15             | 11              | Schatzinsel     | Treasure Island                       | 28.11.1999           |
| 16             | 12              | –               | The Cross Rabbit                      | 05.12.1999           |
| 17             | 13              | Geheimversteck  | The Lost Acorns                       | 12.12.1999           |